# Nathan Cogan
Pour les articles homonymes, voir Cogan.
Nathan Cogan (en hébreu נתן כוגן, parfois porté au générique comme Natan Cogan), né le 14 mai 1914 à Bakou (Azerbaïdjan, Empire russe) et mort le 15 avril 2009 à Tel Aviv (Israël), est un acteur de théâtre, cinéma et télévision, membre de la troupe de théâtre israélienne Hakameri.

## Filmographie

### Cinéma
- 1953 : Yonatan VeTali (54 minutes), de Hanna Kaufman
- 1955 : Even Al Kol Meel, de Aryeh Lahola
- 1960 : Sables brûlants (97 minutes), de Raphael Nussbaum
- 1962 : Havura Shekazot (80 minutes), de Zeev Havatzelet : commandant de la compagnie
- 1965 : La cage de verre (85 minutes), de Philippe Arthuys : le docteur
- 1966 : Un soir à Tibériade (90 minutes), de Hervé Bromberger
- 1970 : Ha-Timhoni (85 minutes), de Dan Wolman : le père
- 1970 : Death Has No Friends (60 minutes) : Dr. Beverman
- 1971 : Bloomfield (97 minutes), de Richard Harris : 2ème homme du comité
- 1974 : Charlie Ve'hetzi (105 minutes), de Boaz Davidson : Chaim Zohar
- 1996 : Le bon endroit (12 minutes), de Ayelet Bargur
- 1997 : Madame Jacques sur la Croisette (40 minutes), d'Emmanuel Finkiel : Maurice
- 1998 : Ceux qui m'aiment prendront le train, de Patrice Chéreau : Sami
- 1999 : Ahava Mimabat Sheni (90 minutes), de Michal Bat-Adam
- 1999 : Voyages (111 minutes), d'Emmanuel Finkiel : Graneck
- 2000 : Père (88 minutes), de Yoram Gal
- 2003 : Le Tango des Rashevski (90 minutes), de Sam Garbarski : Dolfo
- 2003 : Stormy Weather (91 minutes), de Sólveig Anspach : le grand-père
- 2006 : Max Baer's Last Right Hook (54 minutes), de Avida Livny : Peter Stein
- 2007 : La Promenade (35 minutes), de Marina De Van : Robert

### Télévision
- 1972 : Mei Vradim MePort-Said de Ram Loevy (téléfilm) : M. Antebi
- 1974 : Die Tausenderreportage (série TV) - Tannenbaum in Tel Aviv (25 minutes) saison 1 épisode 12 de Michael Braun : le détective
- 1982 : Une femme nommée Golda (téléfilm) : Hotelbesitzer
- 1982 : Erinnerung - Sicaron de Richard Blank (téléfilm) : Levi Eshkol
- 2005 : Ha-Chaim Ze Lo Ha-Kol (série TV) de Daniel Lappin - Kulanu Polanim saison 4 épisode 2 : oncle Simcha